# 黒部市立前沢小学校
黒部市立前沢小学校（くろべしりつ まえざわしょうがっこう）は富山県黒部市にかつて存在した公立小学校。

## 概要
- 敷地面積 - 15,977m2[2]
- 校舎 - 鉄筋コンクリート造り3階建て、建築面積1,134m2、延床面積2,546m2[2]。
- 屋内体育館 - 鉄筋コンクリート造り平屋建て、建築面積、延床面積716m2[2]。
- 付帯施設 - グラウンド、プール他[2]。

## 沿革
個別に出典が提示されていない箇所の出典→
- 1873年9月20日 - 朝倉平次方を借り、前沢村を通学区域とした前沢小学校創立。
- 1874年4月1日 - 通学区に山田新村、吉城寺村、神谷村、布施山開村が追加される。
- 1875年10月 - 弘麗小学校と改称。
- 1876年5月 - 前沢195番地校舎新築。
- 1882年3月 - 布施山開分校開設。神谷村は田家小学校の通学区となる。
- 1883年 - 枕野小学校創立。
- 1887年4月 - 弘麗小学校が下新川郡第11番区前沢簡易小学校となる。枕野小学校が枕野簡易小学校となる。
- 1889年 - 枕野簡易小学校が廃止。
- 1890年4月 - 下新川郡第20番区前沢小学校と改称
- 1892年10月 - 前沢尋常小学校と改称（4年制）。
- 1896年8月 - 現在地に校舎と旧講堂新築。
- 1898年12月 - 布施山開に冬季分教場設置。
- 1901年4月 - 布施山開冬季分教場廃止。
- 1908年 - 6年制となる。
- 1914年11月 - 前沢205番地に校舎移転、増築。
- 1921年 - 農業補習学校併設開校。
- 1926年7月 - 前沢青年訓練所併置。
- 1928年2月 - 6教室増築（旧講堂を移転）。
- 1940年
  - 2月 - 桜井町立前沢小学校と改称。校章制定。
  - 10月 - 校旗樹立式を行う。
- 1941年4月 - 前沢国民学校と改称。
- 1945年 - 東京から疎開児童が入校。
- 1947年4月 - 前沢小学校と改称。
- 1948年
  - 3月3日 - PTA創立
  - 9月 - 講堂を増築。
  - 9月4日 - 本野245番地にて布施山分校（1、2年）創立。
- 1951年 - 分校増級（3、4年）。
- 1952年6月 - 旧講堂を取り壊し、雑庫移転。
- 1953年9月 - 布施山開分校、本野227番地に新築移転。
- 1954年4月 - 黒部市制実施により黒部市立前沢小学校と改称。
- 1964年9月 - 講堂新築。
- 1970年8月 - 校舎建設促進協議会発足。
- 1972年 - 布施山開分校、児童減により、1、2年1学級編成となる。
- 1974年 - 布施山開分校、冬季分校になる。
- 1975年度 - 布施山開分校、マイクロバス通学化により廃校。
- 1978年
  - 3月 - 校舎竣工[2]。
  - 9月 - 前沢65番地に校舎新築（鉄筋）の全工事が完了し、入校。
- 1979年7月23日 - 鉄筋コンクリート製のプールの完成式を挙行[5]。
- 1981年3月 - 屋内体育館竣工[2]。
- 1990年
  - 3月10日 - ランチルーム竣工。
  - 8月 - グラウンド拡張工事及び野球バックネット新設工事完成。
- 1992年4月1日 - 特殊学級閉級。
- 1993年11月 - 庭園花壇増設工事完成、防球ネット新設工事完成。
- 2000年8月 - グラウンド全面改修工事。
- 2004年8月 - グラウンド夜間照明改修工事。
- 2006年3月 - 黒部市・宇奈月町合併による黒部市発足にともない黒部市立前沢小学校となる。
- 2016年3月 - 黒部市立三日市小学校と統合し黒部市立桜井小学校となるため、閉校[6]。

## 通学区域
前沢(前山、中部、山田新、吉城寺、栗寺、本野、中山、石田野、枕野)

## 進学先
- 黒部市立桜井中学校